# Sheila Echols
Sheila Ann Echols (* 2. Oktober 1964 in Memphis, Tennessee) ist eine ehemalige US-amerikanische Leichtathletin und Olympiasiegerin.
Nachdem Sheila Echols bereits 1982 mit Windunterstützung die 6-Meter-Marke im Weitsprung übertroffen hatte, folgten zwei Jahre, in denen sie kaum antrat. 1985 steigerte sie sich auf 6,57 Meter; im Jahr darauf auf 6,69 Meter. Ebenfalls 1986 gelang ihr im 100-Meter-Lauf eine Steigerung auf 11,15 Sekunden. 1987 verbesserte sie sich über 100 Meter auf 11,09 Sekunden und im Weitsprung auf 6,94 Meter, die größte Weite ihrer Karriere. Bei den Panamerikanischen Spielen 1987 gewann sie mit der US-amerikanischen 4-mal-100-Meter-Staffel, bei den Weltmeisterschaften 1987 in Rom belegte sie den elften Platz im Weitsprung. 1988 stellte sie in 10,83 Sekunden ihre Bestleistung über 100 Meter auf. Sie gewann die US-Meisterschaft 1988 sowohl im Weitsprung als auch über 100 Meter, bei den Ausscheidungswettkämpfen für die Olympiamannschaft belegte sie den zweiten Platz im Weitsprung und den vierten Platz im 100-Meter-Lauf. In Seoul bei den Olympischen Spielen schied sie in der Weitsprungqualifikation aus, aber mit der US-Staffel in der Besetzung Alice Brown, Sheila Echols, Florence Griffith-Joyner und Evelyn Ashford gewann sie in 41,98 Sekunden olympisches Gold vor der Staffel aus der DDR.
1989 belegte Echols bei den US-Meisterschaften den zweiten Platz in ihren beiden Spezialdisziplinen. Beim Leichtathletik-Weltcup in Barcelona siegte sie im 100-Meter-Lauf und belegte mit der Staffel den dritten Platz. Bei den Weltmeisterschaften 1991 in Tokio schied Echols in der Qualifikation des Weitsprungs aus. Ein Jahr später erreichte sie bei den Olympischen Spielen 1992 in Barcelona das Finale und belegte mit 6,62 Meter den siebten Platz.
Sheila Echols hatte bei einer Körpergröße von 1,65 m ein Wettkampfgewicht von 52 kg. Sie studierte an der Louisiana State University.